# كال غراهام
كال غراهام (7 يونيو 1944 - ) (بالإنجليزية: Calvin Graham)‏ هو لاعب كرة سلة أمريكي في مركز مدافع مسدد الهدف.

## وصلات خارجية
- كال غراهام على موقع سبورتس رفرنس (الإنجليزية)
- كال غراهام على موقع بروبوليرز (الإنجليزية)